# 15822 Genefahnestock
15822 Genefahnestock è un asteroide della fascia principale. Scoperto nel 1994, presenta un'orbita caratterizzata da un semiasse maggiore pari a 1,9479737 au e da un'eccentricità di 0,0796547, inclinata di 22,02420° rispetto all'eclittica.